# The Swedish Theory of Love
|  | Denne artikel er oprettet af botten Steenthbot ud fra en ekstern database. Den kan derfor have sproglige fejl eller mangler. Denne skabelon kan fjernes efter kontrol af indholdet. |

The Swedish Theory of Love er en svensk dokumentarfilm fra 2015 instrueret af Erik Gandini.

## Handling
Den nordiske samfundsmodel er for mange mennesker rundt om i verden symbolet på den ideelle indretning af livet. Et højdepunkt i civilisationens historie, og et lyst forbillede for alle andre. Eller hvad? Hvad er det egentlig for et samfund, vi har skabt til os selv? Den svenske ikonoklast Erik Gandini kaster et kærligt/kritisk blik på vores lille hjørne af verden fra den anden ende af kikkerten og finder opskriften på det gode, nordiske liv i et manifest, der i 1970'erne blev lanceret af den politiske elite i Sverige. Her kunne man læse, at lykken er et liv i frihed - fra de andre. Og sådan har det været lige siden. Men spørgsmålet er, om vores individualisme og uafhængighed har isoleret os fra hinanden? Er prisen for lykken et liv i ensomhed? Som en sociolog fra en anden planet rejser Gandini jorden (og norden) rundt og trækker overraskende paralleller og sammenhænge imellem vores måde at leve på og alle de andre måder, det hele kunne have set ud på. Gandini har specialiseret sig i en helt særlig form for politiske pop art-essays, og i at finde nye og overraskende mønstre i enorme mængder data. En kombination og en timing, der er som skræddersyet til at kigge på den nordiske model udefra netop nu.